# Jan Kucharzewski
Jan Kucharzewski (Wysokie Mazowieckie, 27 maggio 1876 – New York, 4 luglio 1952) è stato un politico e storico polacco, primo ministro della Polonia dal 1917 al 1918.

## Biografia
Dopo essersi laureato all'Università di Varsavia, entrò a far parte del partito nazionaldemocratico (Narodowa Demokracja).
Alla fine del suo mandato come premier, si dedicò completamente al lavoro scientifico. A partire dall'inizio della seconda guerra mondiale andò in esilio negli Stati Uniti dove pubblicò molti articoli sostenendo la causa polacca ed opponendosi all'influenza sovietica nel suo Paese.